# Fotograma per segon
El fotograma per segon (abreujat FPS), també anomenat cadència, és la unitat de mesura que indica la freqüència a la qual un reproductor o un enregistrador d'imatges genera els diferents fotogrames, rep aquest nom perquè determina el nombre d'imatges que apareixen en un sol segon. Quant a contingut digital també s'utilitza la unitat hertz (Hz). Com a norma general, en cinema es fan servir habitualment 24 fotogrames per segon, mentre que el sistema PAL de televisió en fa servir 25 i el NTSC en fa servir 30 convencionals (29,97). En informàtica, aquests fotogrames es troben construïts per un nombre determinat de píxels. Els FPS són inversament proporcionals al nombre de píxels de cada fotograma, ja que es necessita més temps de processament per a cada fotograma a mesura que n'augmenta el nombre de píxels. L'encarregada de dur a terme aquesta operació en un ordinador és l'anomenada targeta gràfica.

## Percepció humana
La interfície entre el cervell i la visió de l'ésser humà pot processar de 10 a 12 imatges separades per segon percebent-les individualment (si s'excedeix aquest nombre les percebrà com a moviment). El llindar de la visió humana varia, la percepció varia depenent del que s'estigui mesurant.
Quan es visualitza una sèrie d'imatges il·luminades, la gent comença a notar petites interrupcions en la foscor: si són aproximadament de 16 mil·lisegons o més llargues, els observadors poden recordar una imatge específica en una sèrie ininterrompuda d'imatges, cadascuna de les quals dura aproximadament 13 mil·lisegons.
Quan es dona una estímul molt petit d'un sol mil·lisegon, la gent reporta una durada entre 100 ms i 400 ms gràcies a la persistència de la visió en el còrtex visual. Això pot causar que les imatges percebudes en aquesta durada semblin un sol estímul, com ara una llum verda de 10 ms immediatament després d'una llum vermella de 10 ms es percebran com una sola llum de color groc. La persistència de la visió també pot crear la il·lusió de continuïtat, permetent que una sèrie d'imatges immòbils donin la impressió de moviment.

## Història
Aquesta mesura, anomenada FPS, és la que dona peu al cinema, quan amb l'encadenament de fotografies d'una manera prou ràpida i l'ajuda d'un obturador es va aconseguir crear sensació de moviment. A través dels experiments i invencions de grans pioners com Eadweard Muybridge (Zoopraxiscopi) o Étienne-Jules Marey (Escopeta fotogràfica) s'aconsegueixes sistemes com el cinematògraf que són capaços de projectar i enregistrar a velocitats suficients per a convertir l'estaticisme en un moviment natural.
Thomas Edison va dir que 46 quadres per segon era el mínim perquè el còrtex visual el captés com a moviment, però a través de l'estudi de l'anomenada persistència visual, una propietat del sistema visual humà que ens permet retenir les imatges que veiem unes fraccions de segon, s'arriba a la conclusió que el límit perquè un seguit d'imatges exposades en un segons ens donin sensació de moviment són 12 fotogrames. Fou llavors quan es decideixen adoptar diferents taxes segons la tecnologia de l'època.

### Cinema mut
Durant els principis del cinema mut s'estableix un estàndard de 16 a 24 fotogrames per segon. Tanmateix, al variar els FPS segons la manovella que s'accionava de manera manual, hi havia variacions durant la projecció i enregistrament. De fet, alguns cineastes aprofitaven aquesta propietat per a alterar la velocitat i, per tant, ritme, de la pel·lícula d'acord amb allò que succeïa. Els operadors de càmera podien canviar també la taxa de refresc als cinemes ajustant el reòstat que controla el voltatge i donant més potència al mecanisme que girava el rodet al projector.
Per a naturalitzar el moviment, els enregistraments es projectaven a una velocitat superior a la que estaven gravats, nogensmenys, el moviment no acabà de ser fluid. Fou per aquesta raó que amb el pas del temps aparegueren projectors amb obturadors dobles o triples, multiplicant així per dos i tres, respectivament, la taxa de refresc de la imatge. Entre la meitat i finals dels anys 1920 la taxa de refresc va augmentar a una velocitat d'entre 20 i 26 FPS.

### Cinema sonor
Amb l'aparició del cinema sonor l'any 1926 la capacitat de variar la taxa de FPS durant un enregistrament es veu restringida pel factor que l'oïda humana detecta fàcilment els canvis de velocitat en el so, provocant una experiència sonora desagradable. Molts cinemes projectaven les pel·lícules a una velocitat entre 22 i 26 FPS; per això es va triar una velocitat de 24 FPS. Des de 1927 fins a 1930, com diversos estudis havien actualitzat l'equipament, la taxa de 24 FPS es va convertir en un estàndard per als films de 35 mm amb so. Fou llavors quan s'adopta com a base la mesura de 24 fotogrames per segon, una velocitat que dobla el límit de la sensació de moviment, donant peu a un seguit d'imatges suficientment fluid, i que no infla els costos de producció.

### Cinema digital
Amb la conversió d'enregistrament analògic a digital i els nombrosos avenços tecnològics durant els anys apareixen càmeres capaces d'enregistrar a altes tasses de fotogrames per segon, així com programes d'edició que fan del muntatge un món amb moltes més opcions.
Un camp on més repercussió tenen els FPS és a l'edició (o postproducció), on interessa treballar amb fotogrames alts per a tenir més versatilitat a l'hora d'incloure càmeres lentes o ràpides. Com més fotogrames tinguem aconseguirem una càmera lenta més fluida, ja que aquesta consisteix a separar els fotogrames i prolongar la seva duració. Si gravem a 25 fotogrames per segon i volem fer una càmera el doble de lenta obtindrem un vídeo a uns 12 FPS, el qual serà poc fluid. En canvi, si gravem a 60 FPS, la càmera lenta estarà formada per 30 FPS.
A més, a diferència de les pel·lícules sonores de principis dels anys trenta, amb els programes d'edició ens assegurem que els fotogrames siguin constants, amb l'opció de variar-ne la taxa a l'hora de renderitzar. Òbviament, també aconseguim la independència del canal de vídeo i el de àudio.
No obstant, gravar a alts fotogrames té els seus inconvenients. En primer lloc, el volum: com més fotogrames més informació i, per tant, més ocupa allò gravat. Seguidament, el preu: poques càmeres DSLR graven a més de 60 FPS, ja que suposa una gran demanda de potència i resulta impossible gravar a una alta resolució i a un alt nombre de fotogrames sense pagar grans quantitats
El cinema actual generalment fa servir una velocitat de 24 fotogrames per segon per qüestions econòmiques, relacionades amb l'espai que ocupen les gravacions i la sensació en veure la pel·lícula. De fet, algunes pel·lícules que han apostat recentment pels 48 FPS com el Hobbit, han rebut queixes d'espectadors al tenir una sensació estranya en veure-la.

## Fotogrames per segon als videojocs
En el món dels videojocs els fotogrames s'han de crear des de zero. Aquests es generen en temps real a la targeta gràfica de l'ordinador o consola, la qual intenta generar el màxim nombre de fotogrames possibles. Factors com la resolució, la potència de la targeta gràfica o tècniques de processament en temps real determinaran el nombre de FPS que obtenim i, en conseqüència, afavoriran o empitjoraran la nostra experiència.
Curiosament, en el aquest àmbit, el límit de la sensació de moviment no se situa als 12 fotogrames per segon. En ser una experiència interactiva, es necessita un frame rate (taxa de refresc) estable que superi els 30 FPS. De fet, en aquest cas afecta més al rendiment dels videojocs la quantitat de fotogrames que la resolució a la que es juga, ja que si, per exemple, doblem la quantitat de fotogrames, la targeta gràfica haurà de generar el doble de píxels.
En les consoles de nova generació (playstation 4 i xbox one) la majoria de jocs té una taxa de frames de 30 FPS, sent taxes de frames superiors excepcionals . Això genera certa crítica per part dels usuaris, que consideren que la taxa de FPS hauria de ser de 60 FPS (és la taxa en la qual es mouen alguns jocs, com per exemple els de la saga "call of duty". El cert és que la taxa de FPS, en alguns jocs, és important que sigui alta, perquè acaba influint en la jugabilitat.
Finalment, relacionar que la quantitat de fotogrames que podem obtenir dependrà de la potència de l'aparell que fem servir. En el cas de les consoles (com és el cas de PlayStation 4 o Xbox One) totes generen el mateix nombre perquè comparteixen les mateixes característiques, mentre que en el món de la informàtica dependrà de tots els components que formin el nostre ordinador. És per aquesta raó que en PC, els jocs solen oferir més opcions avançades segons la capacitat de l'ordinador.

## Vídeo digital i televisió
Hi ha tres taxes principals de refresc a la televisió i el cinema digital. També hi ha moltes variacions i, al mateix temps, sorgeixen nous estàndards.
- 24p és un format progressiu i està adaptat per a aquells que volen transferir vídeo digital a un film. Productores de cinema i creadores de vídeo utilitzen 24p de la mateixa manera, fins i tot si no tenen la intenció de transferir les seves produccions a films, simplement per la manera com es veu a la pantalla (baixa velocitat), la qual, queda perfectament amb films natius.

Quan és transferit a la televisió en un format NTSC (National Television System Committee), la taxa és efectivament posada a una velocitat més lenta de 23.976 FPS (24x1000÷1001 per ser exactes) i quan és transferit en un format PAL (Phase Alternating Line) o SECAM (Séquentiel couleur à mémoire) s'accelera a una velocitat de 25 FPS. Les càmeres de 35 mm utilitzen una taxa estàndard de 24 FPS, encara que moltes càmeres ofereixen una taxa de 23.976 per a la televisió en format NTSC i 25 per al format PAL/SECAM. La taxa més comuna de 24 FPS es va convertir en l'estàndard predeterminat per a films amb so a mitjans dels anys 20.
Pràcticament tots els dibuixos fets a mà estaven dissenyats per a ser projectats a una velocitat de 24 FPS. Sorprenentment, els dibuixos a mà que mostren una sola imatge per segon són molt costosos, fins i tot, per les pel·lícules d'alt pressupost. De fet, les animacions a mà mostren dues vegades la mateixa imatge, el que vol dir que mostren únicament 12 imatges. Hi ha films que mostren 4 vegades la mateixa imatge, la qual cosa vol dir que només es mostren sis imatges.
- 25p és un format progressiu i va a 25 quadre progressius per segon. Aquesta taxa deriva del format de televisió PAL de 50i (també anomenat 50 camps entrellaçats per segon). Empreses de televisió i productores de cinema utilitzen una taxa de 50 Hz en certes regions per a la compatibilitat directa amb el camp de la televisió. La conversió de 60 Hz està habilitada en el moment de reduir la velocitat a una mesura de 24p i, després, convertint-la a sistemes de 60 Hz utilitzant el telecine Mentre 25p captura la meitat de la resolució temporal que la taxa més comú de 50i, produeix un espai vertical major per quadre. Com 24p, 25p és utilitzat habitualment per obtenir un aspecte semblant al cine, ara bé, amb la virtualització dels mateixos artefactes, això va provocar que quedés millor en escanejos progressius (pantalles LCD, monitors i projectors) gràcies al fet que l'intercalat està absent.
- 30p és un format progressiu que produeix vídeo a 30 FPS. És progressiu (no entrellaçat) escanejant i imitant quadre per quadre de la imatge capturada. Els efectes de vibració entre quadres són menys remarcables que els de 24p, ara bé, continua tenint un aspecte cinematogràfic. Enregistrar un vídeo en 30p no dona artefactes d'enllaç, però es pot introduir vibració en el moviment de la imatge d'algunes càmeres. El procés de la pantalla gran Todd-AO va usar aquesta taxa de refresc de 1954 a 1956.[16]
- 48p és un format progressiu que s'està provant en la indústria del cinema. És dues vegades la freqüència normal de 24p. Aquesta taxa de refresc intenta reduir el desenfocament que es troba als films. James Cameron tenia la intenció de gravar dues seqüeles de la pel·lícula Avatar a una freqüència major de 24p per afegir una major sensació de realitat.[17] La primera pel·lícula que va ser gravada a 48p fou El Hobbit: Un viatge inesperat, una decisió del director Peter Jackson.[18] A la preestrena al CinemaCon, la reacció de l'audiència va ser que es veia molt real.[19]
- 50i és un format entrellaçat i és l'estàndard de la taxa per segon per al format PAL i SECAM.
- 60i és un format entrellaçat i és l'estàndard per al format de televisió NTSC, sigui una emissió, un DVD o una càmera casolana. Aquest camp entrellaçat fou desenvolupat de manera separada per FarnSworth i Zworykin,[20] i era per a mantenir els estàndards marcats per la FCC per al format de televisió NTSC el 1941. Quan la NTSC a color va ser introduïda el 1953, la vella freqüència de 60 camps per segon va ser reduïda en un factor de 1000/1001 per a evitar la interferència entre el senyal que enviava color i el que enviava so. (L'assignació usual va ser de 29.97 FPS = 30 quadres (60 camps/1001)).
- 50p/60p és un format progressiu i és utilitzat per als sistemes de televisió d'alta definició, mentre que tècnicament no és part dels estàndards de la ATSC (Advanced Television Systems Comittee) o de la DVB (Digital Video Broadcasting). Se suggereix que el futur de la televisió en alta definició seran formats progressius per als estàndards de transmissió.[21] A Europa l'EBU (European Brodcasting Union de 1080p i 50 FPS és el següent pas per a les transicions de televisió i s'està animant a estudis de televisió a millorar el seu equip per al futur.[22]
- 72p és un format progressiu i, actualment, està en etapes experimentals. Grans institucions com Snell van demostrar que 720 i 72 fotogrames com a resultat d'antics experiments analògics, on 768 línies a 75 FPS es veien subjectivament millor que 1150 línies de 50 FPS amb imatges a major velocitat i obturadors a alta velocitat també. Càmeres modernes com "The Red One" poden utilitzar aquesta taxa de refresc per a produir repeticions de 24 FPS. Douglas Thrumbull va ser qui va començar experiments amb diferents taxes de refresc, les quals van portar a descobrir el format "Showscan".
- 90p la HTC Vive i l'Oculus Rift són sets de realitat virtual, els quals, es refresquen a 90 Hz.
- 100p/119.88p i 120p són formats progressius estandarditzats per a la UHDTV per recomanació de la ITU-R BT.2020. La càmera GoPro Hero 3,3+ i la Hero 4 poden gravar vídeo a 720p i 1080p a 120p. També hi ha l'arribada de nous monitors que poden refrescar a una velocitat de 120 Hz, la qual cosa permet l'usuari veure contingut a 120 FPS.[23] El projecte Morpheus és un projecte de realitat virtual que fou a principis del 2016 i és capaç de mostrar continguts a 120 FPS.
- 144 fps avui en dia, hi ha monitors enfocats a videojocs que tenen una taxa de refresc de fins a 144 Hz.[23]
- 300 fps la taxa de 300 FPS i taxes més grans han estat provades pel departament d'investigació de la BBC per a l'ús en la transmissió d'esports.[24] 300 FPS poden ser convertits a formats de transmissió de 50 i 60 FPs sense grans problemes. 300 FPS és la freqüència màxima de refresc per al format HEVC.